# Pirapó (Paraguay)
Pirapó es un distrito del departamento de Itapúa en Paraguay, ubicada a aproximadamente 7 km de la Ruta N° 6 que une la ciudad de Encarnación con Ciudad del Este.

## Toponimia
El nombre "Pirapó" proviene del guaraní y significa "pez que salta",pero el nombre no se originó porque en el arroyo Pirapó saltaban muchos
peces, sino porque en el arroyo Pirapó había muchos peces y la gente podía agarrarlos con la mano,porque "pira" significa "pescado" en
guaraní y "po" viene de mano y significa "pescado que se pesca con la mano".

## Fundación
Se fundó el 2 de agosto de 1960 por inmigrantes japoneses.

## Ubicación
El distrito de Pirapó tiene como límites a los siguientes distritos:
- Norte: Alto Verá e Itapúa Poty.
- Sur: Argentina (separados por el Río Paraná) y Bella Vista.
- Este: Capitán Meza.
- Oeste: Bella Vista.

## Acceso
Se puede acceder a este distrito mediante un desvío de aproximadamente a 7 km de la Ruta 6 (que une las ciudad de Encarnación y Ciudad del Este).

## Idiomas
Los idiomas más hablados son el español y el guaraní. Asimismo, el japonés también es hablado debido a la gran comunidad japonesa que reside en la localidad.